# Professionsbachelor i offentlig administration
Professionsbachelor i offentlig administration, også kaldet administrationsbachelor i daglig tale, er en ny professionsuddannelse primært rettet mod den offentlige sektor. Dimittender kan dog også finde beskæftigelse inden for den private sektor, især dimittender med en HR-fagprofil.
Uddannelsen udbydes 7 steder i landet og varer 3½ år, hvoraf de første 1½ år udgør grunduddannelsen (modul 1-6), hvorefter de sidste 1½ år omhandler en faglig toning inden for en række valgmoduler samt praktikken på ca. 4-5 mdr, som den studerende i udgangspunktet selv skal anskaffe sig; med henblik på at skræddersy egen jobprofil.

## Arbejdsområder
Professionsbachelorer i offentlig administration arbejder primært i kommunale, regionale og statslige administrationer. Her varetager de opgaver inden for analyse, udvikling og strategi i relation til uddannelsens seks studieretninger:
- Human resource: Arbejdsmiljø, rekruttering, afskedigelse, lønkørsler/lønadministration, kompetenceudvikling samt medarbejderudvikling (MUS-samtaler).
- Velfærd: Evaluering og planlægning af indsatser inden for sundhed, beskæftigelse og det sociale område. Det er særligt socialområdet og sundhedsområdet.
- Beskæftigelsesindsats: Beskæftigelsessituationen for forskellige målgrupper og erhverv samt udvikling af beskæftigelsesindsatsen.
- Uddannelses- og erhvervsvejledning: Vejledning af studie- og erhvervsuddannede, uddannelsessøgende og jobsøgende inden for arbejdsmarkedet.
- Økonomi: Budgetlægning, økonomistyring, fundraising, regnskabs- og omkostningsteori, forandringsledelse
- Skatte- og afgiftssystemet: Vejledning om erhvervsligning og udlandsbeskatning samt planlægning af indsatser mod økonomisk kriminalitet.

## Uddannelse
Professionsbacheloruddannelsen i offentlig administration tager 3,5 år og udbydes af Københavns Professionshøjskole, tidligere Professionshøjskolen Metropol, University College Lillebælt, University College Syddanmark, VIA University College University College Sjælland og University College Nordjylland.
Uddannelsen består af en grunddel på 2 år og en specialisering på 1,5 år.
Grunddelen indeholder fag som fx Samfund, Organisation, Innovation, Kommunikation, Jura, Økonomi samt Evaluering og kvalitetssikring.
Herefter vælger den studerende en af de seks studieretninger: Human resource, Velfærd, Beskæftigelsesindsats, Uddannelses- og erhvervsvejledning, Økonomi, Skatte- og afgiftssystemet.
Studieretningen indeholder en praktik, og uddannelsen afsluttes med et bachelorprojekt, som kan udarbejdes individuelt eller i grupper.
De 3,5 år er fordelt på 7 semestre:
| Semester | Indhold |
| -------- | --- |
| 1.       | Modul 1: Politik og Samfund Modul 2: Administration i politisk styret organisationer                                                                                   |
| 2.       | Modul 3: Retlige og organisatoriske rammer for offentlig administration Modul 4: metoder til opgaveløsning i offentlig administration                                  |
| 3.       | Modul 5: Budget, regnskab og økonomistyring Modul 6: Styring og udvikling i den offentlige sektor                                                                      |
| 4.       | Modul 7: Valgmodul (15 ECTS med tværprofessionelt indhold hos anden udbyder) Modul 8: XXXXXX (vælges 1 valgmodul á 15 ECTS blandt de 7 højskolers valgmoduler)         |
| 5.       | Modul 9: XXXXXXX (vælges 1 valgmodul á 15 ECTS blandt de 7 højskolers valgmoduler) Modul 10: XXXXXX ((vælges 1 valgmodul á 15 ECTS blandt de 7 højskolers valgmoduler) |
| 6.       | Modul 11: Praktik Modul 12: Viden og vidensformer i praksis |
| 7.       | Modul 13:Bachelorprojekt |

## Løn og overenskomst
Ved overenskomstforhandlingerne i 2008 blev professionsbacheloruddannelsen i offentlig administration indskrevet i HK/Kommunals overenskomster med Kommunernes Landsforening og Regionernes Lønnings- og Takstnævn (Danske Regioner), og HK/Stats overenskomst med Personalestyrelsen. Færdiguddannede administrationsbachelorer, der får ansættelse i en kommune eller en region bliver indplaceret på grundløntrin 32. I staten arbejder man med andre løntrin/løngrupper end i kommunerne og regionerne. Statsansatte administrationsbachelorer indplaceres i løngruppe 3.
Overenskomsterne omfatter mere end løn og pension. Blandt andet giver overenskomsterne på både det kommunale/regionale og statslige område ret til frihed med løn ved barns 1. og 2. sygedag, ret til en årlig medarbejderudviklingssamtale (MUS), en individuel udviklingsplan og meget mere. De gældende overenskomster, lønsatser m.v. kan findes på HK/kommunal og HK/Stats hjemmesider.

## Eksterne kilder og henvisninger
1. ↑  "Professionshøjskolen Metropol". Arkiveret fra originalen 30. januar 2009. Hentet 21. maj 2011.
2. ↑  University College Lillebælt
3. ↑  University College Syddanmark
4. ↑  "VIA University College". Arkiveret fra originalen 19. juli 2011. Hentet 21. maj 2011.
5. ↑  Administrationsbachelor - University College Sjælland (Webside ikke længere tilgængelig)
6. ↑  University College Nordjylland
7. ↑  HK/Kommunals
8. ↑   HK/Stats

- Professionsbachelor i offentlig administration, Uddannelsesguiden Arkiveret 28. april 2010 hos  Wayback Machine
- Administrationsbachelorernes Landsforening
- HK/Kommunal
- HK/Stat
- PBOA – Offentlig aministration (Webside ikke længere tilgængelig)